# Liberator (revista)
Liberator fue una revista editada en la ciudad estadounidense de Nueva York entre 1918 y 1924.

## Historia
Sucesora de The Masses, fue publicada entre marzo de 1918 y octubre de 1924.
Fue fundada por los hermanos Max Eastman y Crystal Eastman. Entre los colaboradores de la revista también se encontraron nombres como los de Floyd Dell y Claude McKay. Eastman sería editor principal hasta finales de 1921: en enero de 1922, Max cedería el control a Mike Gold y Claude McKay, y en 1923 pasó a ser controlada por el Partido de los Trabajadores de América, que la fusionó con otras publicaciones para formar Worker's Monthly en 1924.